# Тёгэн
Тёгэн (яп. 長元 тё:гэн) — девиз правления (нэнго) японских императоров Го-Итидзё и Го-Судзаку, использовавшийся с 1027 по 1036 год .

## Продолжительность
Начало и конец эры:
- 25-й день 7-й луны 5-го года Мандзю (по юлианскому календарю — 18 августа 1027 года);
- 21-й день 4-й луны 10-го года Тёгэн (по юлианскому календарю — 9 мая 1037 года).

## Происхождение
Название нэнго было заимствовано из классического древнекитайского сочинения «Тайгун лю тао» (кит. 太公六韜, пиньинь Tàigōng liù tāo, буквально: «Шесть секретных учений Тайгуна»):「天之為天、元為天長矣、地久矣、長久在其元、万物在其間、各得自利、謂之泰平」.

## События
- 1028 год (1-й год Тёгэн) — бунт Тайры-но Тадацунэ (яп. 平忠常の乱 тайра-но-тадацунэ-но-ран), провинциального правителя, пытавшегося расширить свою власть. Бунт был подавлен силами центрального правительства в 1030 году;
- 1036 год (17-й день 4-й луны 9-го года Тёгэн) — император Го-Итидзё скончался; трон перешёл к его сыну[6];
- 1036 год (7-я луна 9-го года Тёгэн) — на престол взошёл новый император Го-Судзаку[7].

## Сравнительная таблица
Ниже представлена таблица соответствия японского традиционного и европейского летосчисления. В скобках к номеру года японской эры указано название соответствующего года из 60-летнего цикла китайской системы гань-чжи. Японские месяцы традиционно названы лунами.
| 1-й год Тёгэн (Земляной Дракон)      | 1-я луна*       | 2-я луна   | 3-я луна              | 4-я луна* | 5-я луна*              | 6-я луна  | 7-я луна*             | 8-я луна*  | 9-я луна    | 10-я луна* | 11-я луна               | 12-я луна     |                |
| ------------------------------------ | --------------- | ---------- | --------------------- | --------- | ---------------------- | --------- | --------------------- | ---------- | ----------- | ---------- | ----------------------- | ------------- | -------------- |
| Юлианский календарь                  | 30 января 1028  | 28 февраля | 29 марта              | 28 апреля | 27 мая                 | 25 июня   | 25 июля               | 23 августа | 21 сентября | 21 октября | 19 ноября               | 19 декабря    |                |
| 2-й год Тёгэн (Земляная Змея)        | 1-я луна*       | 2-я луна   | 2-я луна (високосная) | 3-я луна* | 4-я луна               | 5-я луна* | 6-я луна              | 7-я луна*  | 8-я луна*   | 9-я луна   | 10-я луна*              | 11-я луна     | 12-я луна      |
| Юлианский календарь                  | 18 января 1029  | 16 февраля | 18 марта              | 17 апреля | 16 мая                 | 15 июня   | 14 июля               | 13 августа | 11 сентября | 10 октября | 9 ноября                | 8 декабря     | 7 января 1030  |
| 3-й год Тёгэн (Металлическая Лошадь) | 1-я луна*       | 2-я луна   | 3-я луна*             | 4-я луна  | 5-я луна               | 6-я луна* | 7-я луна              | 8-я луна*  | 9-я луна    | 10-я луна* | 11-я луна*              | 12-я луна     |                |
| Юлианский календарь                  | 6 февраля 1030  | 7 марта    | 6 апреля              | 5 мая     | 4 июня                 | 4 июля    | 2 августа             | 1 сентября | 30 сентября | 30 октября | 28 ноября               | 27 декабря    |                |
| 4-й год Тёгэн (Металлическая Коза)   | 1-я луна*       | 2-я луна   | 3-я луна              | 4-я луна* | 5-я луна               | 6-я луна* | 7-я луна              | 8-я луна   | 9-я луна*   | 10-я луна  | 10-я луна* (високосная) | 11-я луна     | 12-я луна*     |
| Юлианский календарь                  | 26 января 1031  | 24 февраля | 26 марта              | 25 апреля | 24 мая                 | 23 июня   | 22 июля               | 21 августа | 20 сентября | 19 октября | 18 ноября               | 17 декабря    | 16 января 1032 |
| 5-й год Тёгэн (Водяная Обезьяна)     | 1-я луна*       | 2-я луна   | 3-я луна*             | 4-я луна  | 5-я луна*              | 6-я луна  | 7-я луна              | 8-я луна*  | 9-я луна    | 10-я луна  | 11-я луна*              | 12-я луна     |                |
| Юлианский календарь                  | 14 февраля 1032 | 14 марта   | 13 апреля             | 12 мая    | 11 июня                | 10 июля   | 9 августа             | 8 сентября | 7 октября   | 6 ноября   | 6 декабря               | 4 января 1033 |                |
| 6-й год Тёгэн (Водяной Петух)        | 1-я луна*       | 2-я луна*  | 3-я луна              | 4-я луна* | 5-я луна               | 6-я луна* | 7-я луна              | 8-я луна*  | 9-я луна    | 10-я луна  | 11-я луна               | 12-я луна*    |                |
| Юлианский календарь                  | 3 февраля 1033  | 4 марта    | 2 апреля              | 2 мая     | 31 мая                 | 30 июня   | 29 июля               | 28 августа | 26 сентября | 26 октября | 25 ноября               | 25 декабря    |                |
| 7-й год Тёгэн (Деревянная Собака)    | 1-я луна        | 2-я луна*  | 3-я луна*             | 4-я луна  | 5-я луна*              | 6-я луна* | 6-я луна (високосная) | 7-я луна   | 8-я луна*   | 9-я луна   | 10-я луна               | 11-я луна     | 12-я луна*     |
| Юлианский календарь                  | 23 января 1034  | 22 февраля | 23 марта              | 21 апреля | 21 мая                 | 19 июня   | 18 июля               | 17 августа | 16 сентября | 15 октября | 14 ноября               | 14 декабря    | 13 января 1035 |
| 8-й год Тёгэн (Деревянная Свинья)    | 1-я луна        | 2-я луна*  | 3-я луна*             | 4-я луна  | 5-я луна*              | 6-я луна* | 7-я луна              | 8-я луна*  | 9-я луна    | 10-я луна  | 11-я луна               | 12-я луна*    |                |
| Юлианский календарь                  | 11 февраля 1035 | 13 марта   | 11 апреля             | 10 мая    | 9 июня                 | 8 июля    | 6 августа             | 5 сентября | 4 октября   | 3 ноября   | 3 декабря               | 2 января 1036 |                |
| 9-й год Тёгэн (Огненная Крыса)       | 1-я луна        | 2-я луна   | 3-я луна*             | 4-я луна* | 5-я луна               | 6-я луна* | 7-я луна*             | 8-я луна   | 9-я луна*   | 10-я луна  | 11-я луна               | 12-я луна*    |                |
| Юлианский календарь                  | 31 января 1036  | 1 марта    | 31 марта              | 29 апреля | 28 мая                 | 27 июня   | 26 июля               | 24 августа | 23 сентября | 22 октября | 21 ноября               | 21 декабря    |                |
| 10-й год Тёгэн (Огненный Бык)        | 1-я луна        | 2-я луна   | 3-я луна              | 4-я луна* | 4-я луна* (високосная) | 5-я луна  | 6-я луна*             | 7-я луна*  | 8-я луна    | 9-я луна*  | 10-я луна               | 11-я луна*    | 12-я луна      |
| Юлианский календарь                  | 19 января 1037  | 18 февраля | 20 марта              | 19 апреля | 18 мая                 | 16 июня   | 16 июля               | 14 августа | 12 сентября | 12 октября | 10 ноября               | 10 декабря    | 8 января 1038  |

* звёздочкой отмечены короткие месяцы (луны) продолжительностью 29 дней. Остальные месяцы длятся 30 дней.